# Kębłowo Nowowiejskie
Kębłowo Nowowiejskie is een plaats in het Poolse district  Lęborski, woiwodschap Pommeren. De plaats maakt deel uit van de gemeente Nowa Wieś Lęborska en telt 492 inwoners.